# SN 2003gi
SN 2003gi – supernowa typu Ia odkryta 17 maja 2003 roku w galaktyce IC1561. W momencie odkrycia miała maksymalną jasność 15,60m.